# Nazareth (grup musical)
|  | Per a altres significats, vegeu «Nazareth (desambiguació)». |

Nazareth és una banda de rock escocesa formada a Dunfermline, l'any 1968, primerament anomenada The Shadettes, per Dan McCafferty, Manny Charlton, Pete Agnew i Darrell Sweet.
Després de més de cinquanta anys de la seva formació, és una de les bandes britàniques més reconegudes en el camp de rock dur dels 70.
El grup l'integren actualment Pete Agnew (al baix), Carl Sentance (vocalista), Jimmy Murrison (guitarra) i Lee Agnew (Fill de Pete Agnew, bateria que substitueix a Darrell Sweet, que va morir el 1999).
El grup ha venut milions de discs a tot el món gràcies a temes com «Love Hurts», «Hair of the Dog», «What It Takes», «Telegram», «Ligthing Strikes», «Broken Down Angel», «Star», «Xangai'd in Xangai» i «Razamanaz».

## Llegat
Nazareth és considerada una de les bandes procreadores de la música heavy metal, al costat de noms com Black Sabbath, Led Zeppelin, Blue Cheer, Scorpions, o Deep Purple, entre d'altres.
El seu estil va tenir gran influència per a músics i bandes com Axl Rose, cantant de Guns N' Roses, James Hetfield de Metallica, Iron Maiden, Slayer i Heavy Metall Kids.
Dels seus nombrosos discs editats cal destacar Razamanaz el primer gran disc de la banda, Loud 'n' Proud, de l'any 1974 i Hair of the Dog, del 1975, considerat per molts com la seva obra mestra, i un dels millors treballs de hard rock de la dècada dels 70.
Durant la dècada dels 80 Nazareth va editar àlbums com 2xS, Sound Elixir o Cinema, que mantenen el seu clàssic so pesat dels 70, tot i que amb tocs pop i AOR.
L'estil de Nazareth ha estat imitat per molts grups posteriors de metal i hard rock, sent també part de la influència de nous gèneres del metall com el «glam», «thrash», «progressiu» i la «NWOBHM».
Entre les bandes que han nomenat a Nazareth com a influència destaquen Scorpions, Metallica, W.A.S.P., Anthrax, Iron Maiden, Motley Crue, Diamond Head, Ratt, Blind Guardian, Megadeth, Slayer, Loudness, Silverchair, Whitesnake, Quiet Riot, Winger, Mastodon, System of a Down, Korn, Celtic Frost, Mudvayne, etc.
El vocalista de la banda de metal progressiu Tool, Maynard James Keenan, esmenta el següent sobre la banda Nazareth, i per què és part de la influència i naixement del heavy metal:
'Nazareth ha estat tant influent en el desenvolupament de la música heavy metal com per ser una força definitòria del gènere. El grup va prendre el so hard rock i pop de bandes de finals dels anys 1960 com Scorpions, Blue Cheer i Vanilla Fudge portant-lo a la seva conclusió lògica, alentint el tempo, accentuant el baix i posant especial èmfasi en esquinçadors i veloços sols de guitarra i veus udolants plenes de lletres que expressen angoixes mentals i fantasies. Mentre que els seus predecessors clarament provenien d'una tradició de blues elèctric, Nazareth va encaminar aquesta tradició en una nova direcció, i en fer-ho ajudava a donar a llum un estil musical que va continuar atraient milions de seguidors a les dècades següents'

## Membres

### Actuals
- Carl Sentance Veu (2015-present)
- Pete Agnew Baix i Cors (1968-present)
- Lee Agnew Bateria (1999-present)
- Jimmy Murrison Guitarra (1995-present)

### Antics
- Manny Charlton Guitarra (1968-1990)
- Darrell Sweet Bateria (1971-1999)
- Zal Cleminson Guitarra (1978-1980)
- Billy Rankin Guitarra i Cors (1980-1984, 1990-1995)
- John Locke Teclats i Percussió (1980-1982)
- Ronnie Leahy Teclats (1994-1999)
- Dan McCafferty Veu i Gaita (1968-2013).

## Discografia
Àlbums d'estudi
- Nazareth (1970)
- Exercises (àlbum)| Exercises (1972)
- Razamanaz (1973)
- Loud 'n' Proud (1973)
- Rampant (àlbum)|Rampant (1974)
- Hair of the Dog (1975)
- Close Enough for Rock 'n' Roll (1976)
- Play 'n' the Game (1976)
- Expect No Mercy (1977)
- No Pixen City (1979)
- Malice in Wonderland (1980)
- The Fool Circle (1981)
- 2XS (1982)
- Sound Elixir (1983)
- The Catch (1984)
- Cinema (1986)
- Snakes 'n' Ladders (1989)
- No Jive (1991)
- Move Me (1994)
- Boogaloo (1998)
- The Newz (2008)
- Big Dogz (2011)
- Rock 'n' Roll Telephone (2014)
- Tattoed on My Brain (2018)
- Surviving the Law (2022)

Àlbums en directe
- Snaz
- BBC Radio 1 Live in Concert (1991)
- Live at the Beeb (1998)
- Back to the Trenches (2001)
- Homecoming (2002)
- Alive & Kicking (2003)
- The River Sessions Live 1981 (2004)
- Live in Brazil (2007)

Senzills
- «Morning Dew» / «Spinning Top» (1972)
- «I Will Not Be Led» / «If You See My Baby» (1972)
- «Fool About You» / «Love, Now You're Gone» (1972)
- «Bad Bad Boy» / «Hard Living» (1973)
- «Love Hurts» / «Down» (1975)